# Grudusk (village)
Pour les articles homonymes, voir Grudusk.
Grudusk (prononciation : [ˈɡrudusk]) est un village polonais de la gmina de Grudusk dans le powiat de Ciechanów de la voïvodie de Mazovie dans le centre-est de la Pologne.
Il est le siège administratif de la gmina (district administratif) appelée gmina de Grudusk.
Il se situe à environ 22 kilomètres au nord de Ciechanów (siège du powiat) et à 97 kilomètres au nord de Varsovie (capitale de la Pologne).
Le village possède une population de 3 927 habitants en 2011.

## Histoire
De 1975 à 1998, le village appartenait administrativement à la voïvodie de Ciechanów.